# Троекуровский монастырь
Свято-Димитриевский Иларионовский Троекуровский монастырь — женский монастырь Елецкой епархии Русской православной церкви, расположенный в селе Троекурово (Лебедянский район) Лебедянского района Липецкой области.

## История
В 1854 года в Троекурове появилась православная женская община, созданная помещицами Голдобиной и Ключарёвой.
В 1857 году указом Святейшего синода при селе Троекурово Лебедянского уезда Тамбовской губернии была официально утверждена Иларионовская женская община.
Создание монастырского комплекса началось в 1871 году — по предсмертной просьбе самого Илариона. Тогда в монастырь включили, помимо Димитриевской церкви, храм Успения Пресвятой Богородицы (Иван Раевский, 1841).
В 1880 году над западными воротами возвели церковь во имя пророка Илии. На месте разобранного деревянного Владимирского собора был построен новый — каменный; его освятили в 1893 году.
В 1897 году возвели колокольню, в 1913 году перестроили трапезный храм — во имя Архангела Михаила.
На территории монастыря находились хозяйственные постройки — кухня, трапезная, столярная, ледник, гостиница, скотная и просфорня. Эти здания были муниципализированы в 1918—1923 годах.
Владимирский собор и Димитриевская церковь продолжали действовать почти до закрытия монастыря. В 1929 году прекратились богослужения в соборном храме, и в нём разместился клуб совхоза. Димитриевский храм действовал как приходской ещё несколько лет после закрытия монастыря. Богослужения в нём прекратились, скорее всего, после ареста и ссылки в 1933 году последнего священника храма Георгия Голубева.
В советские годы в монастыре размещался завод по производству соков, хлебопекарня, клуб. Восстановление началось 6 октября 2003 года, когда Троекуровский Свято-Димитриевский Иларионовский монастырь был вновь открыт. С того момента тут ведутся реставрационные работы.
Жилые дома на землях монастыря, хозяйственные постройки, а также фабрика по производству яблочного сока и пюре (находилась в подвалах монастыря) разрушены, а на окрестных землях, перешедших монастырю, теперь проживают монахини.

## Церкви Троекуровского монастыря
- Надвратный храм святого пророка Илии
- Церковь Димитрия Солунского
- Собор Владимирской иконы Божьей Матери
- Церковь во имя архангела Михаила
- Каменная надвратная колокольня
- Церковь во имя Успения Пресвятой Богородицы (кладбищенская)

## Монастырские праздники
- 3 июня — после литургии крестный ход на источник Владимирской иконы Божией Матери
- 6 июля — день Владимирской иконы Божией Матери
- 13 июля — Обретение мощей преподобного Илариона, Троекуровского затворника
- 2 августа — Ильин день, престольный праздник с крестным ходом
- 8 сентября — Сретение Владимирской иконы Божией Матери
- 17 октября — День памяти священномученика Тихона и исповедницы Хионии Архангельских
- 8 ноября — День памяти священномученика Димитрия Солунского с крестным ходом
- 18 ноября — День памяти преподобного Илариона, Троекуровского затворника
- 21 ноября — Собор Архистратига Михаила и прочих сил бесплотных